# (19575) Feeny
(19575) Feeny (1999 LB22) – planetoida z pasa głównego asteroid okrążająca Słońce w ciągu 3,41 lat w średniej odległości 2,27 j.a. Odkryta 9 czerwca 1999 roku.